# Tangara à dos noir
Pipraeidea melanonota
Genre
Espèce
Statut de conservation UICN

 LC  : Préoccupation mineure
Répartition géographique
Le Tangara à dos noir (Pipraeidea melanonota) est une espèce de passereaux appartenant à la famille des Thraupidae. C'est la seule espèce du genre Pipraeidea.

## Répartition
On le trouve dans les Andes du nord-ouest de l'Argentine, de la Bolivie, Colombie, Équateur, Pérou et Venezuela ainsi que dans les montagnes du nord-est de l'Argentine, au sud du Brésil, au Paraguay et Uruguay.